# Czas Kultury
„Czas Kultury” – kwartalnik społeczno-kulturalny ukazujący się od 1985 r. w niezależnym obiegu, a oficjalnie od 1990 r. Wydawcą od grudnia 1999 r. jest Stowarzyszenie Czasu Kultury, które podejmuje inicjatywy związane z popularyzacją działalności naukowej i artystycznej. Pierwszym redaktorem naczelnym był Rafał Grupiński. Obecnie funkcję tę pełni duet redaktorski: Lucyna Marzec i Maciej Duda.

## Początkowy okres
Pierwszy numer czasopisma wyszedł w 1985 roku we współpracy ze społeczno-politycznym dwumiesięcznikiem „Czas”. Oba wydawnictwa ukazywały się w niezależnym obiegu, drukowane przez poznański oddział Solidarności Walczącej. „Czas Kultury” skupiał się na tematach związanych z kulturą, filozofią i literaturą, jako zadanie stawiając sobie rozwój kultury niezależnej oraz stworzenie miejsca dla własnego ośrodka myśli. Każdy numer zawierał oryginalną twórczość współczesną, eseje publicystyczne, recenzje tekstów nowo powstałych i dawniejszych, rozmowy z istotnymi autorami, jak Ryszard Krynicki, Stanisław Barańczak, a także pierwsze i wtedy jedyne dostępne tłumaczenia fragmentów zachodnich publikacji. Jednym ze stałych działów czasopisma była kronika wydarzeń kulturalnych, naukowych, politycznych mających miejsce w kraju i na emigracji. Od 1990 roku „Czas Kultury” ukazuje się oficjalnie.

## Obecny kształt pisma
Czasopismo ma charakter naukowy oraz społeczno-artystyczny i ukazuje się jako kwartalnik. W każdym numerze znajduje się blok artykułów naukowych poświęconych głównemu tematowi (cover) i analizy w dziale „Na warsztacie”, a obok nich eseje, poezja, proza, wywiady i felietony. Od 2012 r. „Czas Kultury” jest indeksowany na liście czasopism punktowanych Ministerstwa Nauki i Szkolnictwa Wyższego. Aktualnie ma przyznanych 40 punktów za recenzowaną publikację. Pismo indeksowane jest w bazie Scopus oraz Central and Eastern European Online Library.
Pismo kontynuuje szeroko zakrojoną działalność kulturalną. Dawną aktywność opozycyjną zastąpiło świadome zaangażowanie na rzecz społeczności lokalnej. Coraz częściej na łamach „Czasu Kultury” podejmowane są tematy dotyczące redefinicji istotnych i powszechnie używanych pojęć, takich jak wspólnota czy wykluczenie. Autorzy analizując wybrane przykłady z literatury, filmu czy sztuk plastycznych, stawiają pytania o kwestie kluczowe dla formowania się społeczeństwa. Powstało kilkadziesiąt numerów poświęconych zagadnieniom filozoficznym i estetycznym, dotyczących zjawisk globalnych, ogólnopolskich lub lokalnych, tj. poznańskich. Od 2010 roku działa portal internetowy eCzasKultury.pl (od 2017 r. CzasKultury.pl), regularnie, niezależnie od papierowej wersji „Czasu Kultury”, publikujący teksty poświęcone szeroko pojętej kulturze współczesnej, np. Klary Cykorz, Mateusza Demskiego, Michała Piepórki,  Filipa Szałaska czy Elizy Szybowicz. Redaktorami portalu są: Joanna B. Bednarek, Justyna Knieć, Piotr Dobrowolski, Miłosz Markiewicz, Marcin Małecki. Na jego stronach znajdują się również wydania archiwalne „Czasu Kultury” z lat 80. XX wieku, a także anglojęzyczne wersje wybranych numerów.

## Redaktorzy naczelni
- Rafał Grupiński (1985–1999),
- Grzegorz Luterek (1999–2001),
- Marek Wasilewski (2001–2017),
- Waldemar Kuligowski (od 2017–2021),
- Lucyna Marzec i Maciej Duda.

## Wybrani autorzy
Natasza Goerke, Anka Grupińska, Edward Pasewicz, Adam Poprawa, Izabela Kowalczyk, Agata Jakubowska, Krzysztof Wodiczko, Piotr Śliwiński, Tadeusz Komendant, Mariusz Grzebalski, Dariusz Sośnicki, Piotr Sommer, Bohdan Zadura, Anna Wieczorkiewicz, Monika Bakke, Agata Araszkiewicz, Joanna Roszak, Jerzy Borowczyk, Michał Larek, Bogumiła Kaniewska.

## Biblioteka Czasu Kultury
1. Rafał Grupiński, Dziedziniec strusich samic (1992), ISBN 83-900292-2-7.
2. Jan Kasper, Śmierć wizjonerów (1993), ISBN 83-900292-5-1.
3. Maciej Rembarz, Nikomu nie znana bohema (1993), ISBN 83-900292-8-6.
4. Natasza Goerke, Fractale (1994), ISBN 83-900292-9-4.
5. Izolda Kiec, Ginczanka. Życie i twórczość (1994), ISBN 83-901720-0-3.
6. Tadeusz Żukowski, Elegia zimowa (1994), ISBN 83-901720-1-1.
7. Andrzej Stasiuk, Wiersze miłosne i nie (1994), ISBN 83-901720-2-X.
8. Ryszard K. Przybylski, Wszystko inne: szkice o literaturze, sztuce i kulturze współczesnej (1994), ISBN 83-901720-3-8.
9. Marcin Świetlicki, Schizma (1994), ISBN 83-901720-4-6.
10. Andrzej Stasiuk, Biały kruk (1995), ISBN 83-901720-5-4.
11. Radosław Okulicz-Kozaryn, Mała historia dandyzmu (1995), ISBN 83-901720-6-2.
12. Izabela Filipiak, Absolutna amnezja (1995), ISBN 83-901720-9-7.
13. Paweł Berkowski, Kanapka energetyczna, ISBN 83-901720-2-X (1995)
14. Zeppelin: antologia młodej poezji, red. Rafał Grupiński i in., ISBN 83-904027-1-8 (1996)
15. Ewa Hornowska, Środek świata i później (1996), ISBN 83-904027-2-6.
16. Samantha Kitsch, Bahama (1996), ISBN 83-904027-5-0.
17. Zbigniew Machej, Legendy praskiego metra (1996), ISBN 83-904027-4-2.
18. Adam Wiedemann, Samczyk (1996), ISBN 83-904027-6-9.
19. Natasza Goerke, Księga pasztetów (1997), ISBN 83-904027-8-5.
20. Rafał Grupiński, Niebawem spadnie błoto (1997), ISBN 83-87235-00-8.
21. Mariusz Grzebalski, Ulica Gnostycka (1997), ISBN 83-872350-4-0.
22. Piotr Pawlak, Ciemne skóry owoców (1997), ISBN 83-87235-03-2.
23. Mariusz Kruk, Barimona (1997), ISBN 83-87235-05-9.
24. Rafał Grupiński, Bieg w ciemność (1998), ISBN 83-87235-01-6.
25. Piotr Kępiński, Wszystko to więcej (1999), ISBN 83-87235-13-X.
26. Krzysztof Śliwka, Rzymska czwórka (1999), ISBN 83-87235-09-1.
27. Jan Kasper, Miasto nad wodą (1999), ISBN 83-87235-11-3.
28. Krzysztof Maria Załuski, Szpital Polonia (1999), ISBN 83-87235-14-8.
29. Maciej Rembarz, Lucidum Intervallum (1999), ISBN 83-87235-15-6.
30. Łukasz Gorczyca, Najlepsze polskie opowiadania (1999), ISBN 83-87235-16-4.
31. Adam Kaczanowski, Życie przed śmiercią (1999), ISBN 83-87235-21-0.
32. Marzanna Bogumiła Kielar, Materia Prima (1999), ISBN 83-87235-17-2.
33. Marek Wasilewski, Sztuka nieobecna (1999), ISBN 83-87235-22-9.
34. Renata Jabłońska, Śpiew kameleona (2000), ISBN 83-87235-27-X.
35. Tadeusz Juda Żukowski, Intymna księga Genesis (2000), ISBN 83-914709-0-3.
36. Klemens Stróżyński, U nas, za kołem polarnym (2005), ISBN 83-914709-3-8.
37. Jerzy Borowczyk, Michał Larek, Rozmowa była możliwa. Wywiady z pisarzami (2008), ISBN 83-914709-7-0.
38. Marek Wasilewski, Czy sztuka jest wściekłym psem? (2009), ISBN 83-914709-6-2.
39. Kulturofilia jest legalna!, red. Marek Wasilewski (2010), ISBN 978-83-914709-9-2.
40. Pierwsza połowa Marcina, szkice o twórczości Marcina Świetlickiego, red. Emilia Kledzik, Joanna Roszak (2012), ISBN 978-83-914709-4-7.
41. Agata Araszkiewicz, Nawiedzani przez dym (2012), ISBN 978-83-914709-5-2.
42. Waldemar Kuligowski, Złe miasta, 23 sample z rzeczywistości (2014), ISBN 978-83-935637-0-8.
43. 30/30. Literatura najnowsza według „Czasu Kultury” (1985–2015), red. Jerzy Borowczyk, Michał Larek (2015), ISBN 978-83-935637-1-5.
44. Justyna Kowalska, Galeria Wielka 19 (2016), ISBN 978-83-935637-2-2.
45. Poznań w działaniu. Społeczne inicjatywy dawniej i dziś, red. Małgorzata Praczyk (2017), ISBN 978-83-935637-6-0.
46. Piotr Dobrowolski, Wolność, równość, teatr. Pięć lat Sceny Roboczej (2017), ISBN 978-83-935637-5-3.
47. Izabella Gustowska, Nowy Jork i dziewczyna (2017), ISBN 978-83-935-637-7-7; ISBN 978-83-655778-59-4.
48. Miejsca oporu. O kontrkulturach kultury polskiej, red. Waldemar Kuligowski (2018), ISBN 978-83-951818-2-5.
49. Bezkarnie. Etyka w teatrze, red. Waldemar Rapior (2018), ISBN 978-83-951818-3-2.

## Nagroda Czasu Kultury
W 1992 roku redakcja „Czasu Kultury” przyznała po raz pierwszy nagrodę literacką „Czasu Kultury”. Uroczyste wręczenie odbyło się w klubie studenckim „Eskulap” 30 marca.

### I edycja
Kategorie:
- Książka poetycka: Obłoki pełne popiołów, Henryk Banasiewicz (1992)
- Debiut: Sacra conversazione, Marzanna Bogumiła Kielar (1992)
- Proza i krytyka literacka: nie przyznano.

### II edycja za rok 1993
- Książka poetycka: Metaxu, Kazimierz Brakoniecki
- Debiut: Miłosz Biedrzycki
- Proza i krytyka literacka: nie przyznano.

### III edycja za rok 1994
- Książka poetycka: Przed wierszem, Krystyna Miłobędzka
- Debiut poetycki: Marlewo, Dariusz Sośnicki

### IV edycja za rok 1995
- Debiut poetycki: Dzikie dzieci, Krzysztof Siwczyk

### V edycja za rok 1996
- Książka poetycka: nie przyznano
- Debiut: nie przyznano
- Proza i krytyka literacka: nie przyznano
- Esej: Moje ucho a księżyc. Dywagacje, diagnozy, Stanisław Cichowicz

### VI edycja za rok 1997
Nie przyznano nagrody